# Marathon du Gabon
Le Marathon du Gabon est une course de marathon se déroulant tous les ans, en novembre, dans les rues de Libreville, au Gabon. L'épreuve fait partie en 2015 du circuit international des IAAF Road Race Label Events, dans la catégorie des « Labels de bronze ».